# Каменный (Брянская область)
Каменный — опустевший поселок в Суражском районе Брянской области в составе Влазовичского сельского поселения.

## География
Находится в северо-западной части Брянской области на расстоянии приблизительно 6 км на запад-северо-запад по прямой от районного центра города Сураж.

## История
Известен с 1920-х годов. В середине XX века работал одноименный колхоз. На карте 1941 года отмечен как поселение с 50 дворами.

## Население
Численность населения: 250 человек (1926), 5 человек (2002), 1 человек (2010), 2 человека (2013).
Будет упразднен как фактически не существующиц в связи с переселением всех жителей на постоянное место жительства в другие населённые пункты.